# Ernesto Cisneros
Ernesto Cisneros Salcedo (Guadalajara, 1940. október 26. – ) mexikói válogatott labdarúgó.

## Pályafutása

### Klubcsapatban
1958-ban kezdte a pályafutását a Club Atlas játékosaként. Ezt követően 1962 és 1967 között a CA Zacatepec, majd 1967 és 1972 között az Atlante csapataiban játszott 

### A válogatottban
1965 és 1970 között 38 alkalommal szerepelt a mexikói válogatottban és 13 gólt szerzett. Részt vett az 1964. évi nyári olimpiai játékokon és az 1966-os világbajnokságon.

## Sikerei
Club Atlas
- Mexikói kupa (1): 1961–62

## Külső hivatkozások
- Ernesto Cisneros adatlapja a National-Football-Teams.com oldalon (angolul)

- Ernesto Cisneros adatlapja a worldfootball.net oldalon (angolul)
- Ernesto Cisneros (angol, francia, spanyol nyelven). FootballDatabase.com